# Lael Rodrigues
Lael Alves Rodrigues (Campos do Jordão, 25 de novembro de 1951 – Rio de Janeiro, 8 de fevereiro de 1989) foi um diretor, produtor, editor e roteirista cinematográfico brasileiro.

## Biografia
Rodrigues nasceu em Campos do Jordão, São Paulo, em 25 de novembro de 1951, e foi criado em Caldas, Minas Gerais. Era filho do jornalista Joaquim Rodrigues e de Helle Alves, irmã da atriz Vida Alves. Tendo um gosto por artes desde criança, Rodrigues foi estudar arquitetura na Universidade de Brasília, mas não chegou a concluir o curso; então mudou-se para Niterói, no Rio de Janeiro, onde formou-se em Cinema pela Universidade Federal Fluminense.
O primeiro trabalho de Rodrigues foi no filme de 1973 Vai Trabalhar, Vagabundo!, dirigido por Hugo Carvana, como assistente de direção; seu nome, porém, não foi listado nos créditos finais. Em 1976 fundou junto a Tizuka Yamasaki e a Carlos Alberto Diniz o estúdio de cinema CPC, que trabalhou em inúmeros outros filmes por Carvana e em Parahyba Mulher Macho e Gaijin – Os Caminhos da Liberdade, da própria Yamasaki.
O primeiro filme dirigido (e também escrito) por Rodrigues, Bete Balanço, saiu em 1984 e estrelava Débora Bloch e Lauro Corona. Seria seguido por Rock Estrela, de 1985, e Rádio Pirata, de 1987. Todos os seus três filmes foram de grande sucesso, particularmente entre adolescentes, e são notáveis por suas trilhas sonoras repletas de bandas e artistas de rock e New Wave populares na época, como Celso Blues Boy, Lobão, Titãs, Barão Vermelho, RPM, Azul 29, Dr. Silvana & Cia., Leo Jaime e Metrô, entre outros.
Lael morreu em 8 de fevereiro de 1989, devido a uma ruptura em seu esôfago que acabou por evoluir para uma pancreatite aguda. Seu último trabalho foi como o produtor executivo do filme de 1988 Super Xuxa contra Baixo Astral, que estrelou Xuxa Meneghel. Ele teve um filho, de nome Luan.

## Filmografia

### Como diretor
- 1984: Bete Balanço (também escreveu)
- 1985: Rock Estrela (também editou)
- 1987: Rádio Pirata (também escreveu e produziu)

### Como produtor
- 1980: J. S. Brown, o Último Herói (também editou; dirigido por José Frazão)
- 1985: Patriamada (dirigido por Tizuka Yamasaki)
- 1988: Super Xuxa contra Baixo Astral (dirigido por Anna Penido e David Sonneschein)

### Como editor
- 1978: Se Segura, Malandro! (dirigido por Hugo Carvana)
- 1980: Gaijin – Os Caminhos da Liberdade (dirigido por Tizuka Yamasaki)
- 1983: Bar Esperança (dirigido por Hugo Carvana)
- 1983: Parahyba Mulher Macho (dirigido por Tizuka Yamasaki)

### Como assistente de direção
- 1973: Vai Trabalhar, Vagabundo! (dirigido por Hugo Carvana; não creditado)